# Liste der Nummer-eins-Hits in Spanien (2000)
Dies ist eine Liste der Nummer-eins-Hits in Spanien im Jahr 2000. Sie basiert auf den offiziellen Chartlisten der Asociación Fonográfica y Videográfica de España (AFYVE, heute Promusicae), der spanischen Landesgruppe der IFPI.

## Singles
| ← 1999 ← | Liste der Nummer-eins-Hits in Spanien | Liste der Nummer-eins-Hits in Spanien | Liste der Nummer-eins-Hits in Spanien | 2001 → |
| \| Zeitraum \| Wo. ges. \| Interpret \| Titel Autor(en) \| Zusätzliche Informationen \| \| (Zeitraum, Wochen auf Platz eins, Interpret, Titel, Autor[en], zusätzliche Informationen) \| \| \| \| \| \| ----------------------------------------------------------------------------------------- \| -------- \| ---------------------------- \| ---------------------------------------------------------------------------------------------------------------------------------------------------------------- \| ---------------------------------------------------------------------------------------------------------------------------------------------------------------------------------------------------------------------------------------------------------------------------------------------------------------------------------------------------------------------------------------------------------------------------- \| \| 15. November 1999 – 9. Januar 2000 8 Wochen \| 8 \| Enrique Iglesias \| Rhythm Divine Paul Barry, Mark Taylor \| – \| \| 10. Januar 2000 – 16. Januar 2000 1 Woche \| 1 \| Bunbury \| Infinito Enrique Ortiz de Landázuri Izarduy \| – \| \| 17. Januar 2000 – 23. Januar 2000 1 Woche \| 1 \| Ace of Base \| C’est la vie Jonas Berggren \| – \| \| 24. Januar 2000 – 30. Januar 2000 1 Woche \| 1 \| Christina Aguilera \| What a Girl Wants Shelly Peiken, Guy Roche \| – \| \| 31. Januar 2000 – 6. Februar 2000 1 Woche \| 1 \| Aqua \| Cartoon Heroes Søren Rasted, Claus Norreen \| – \| \| 7. Februar 2000 – 13. Februar 2000 1 Woche \| 1 \| Oasis \| Go Let It Out Noel Gallagher \| – \| \| 14. Februar 2000 – 27. Februar 2000 2 Wochen \| 2 \| Bloodhound Gang \| The Bad Touch James Moyer Franks \| – \| \| 28. Februar 2000 – 12. März 2000 2 Wochen \| 2 \| Madonna \| American Pie Don McLean \| – \| \| 13. März 2000 – 2. April 2000 3 Wochen (insgesamt 4) \| 4 \| Mónica Naranjo \| Sobreviviré Musik: Enrico Riccardi; spanischer Text: José Manuel Navarro Sempere \| Für die Katalanin war es nach mehreren Top-Ten-Platzierungen der erste Nummer-eins-Hit. Das italienische Original mit dem Titel Fiume azzurro (Blauer Fluss) stammt von der Sängerin Mina aus dem Jahr 1972. \| \| 3. April 2000 – 9. April 2000 1 Woche \| 1 \| Ketama \| Agustito (Ketama Goes to Miami mix) Antonio Carmona, José Miguel Carmona, Juan Carmona \| – \| \| 10. April 2000 – 16. April 2000 1 Woche (insgesamt 4) \| 4 \| Mónica Naranjo \| Sobreviviré Musik: Enrico Riccardi; spanischer Text: José Manuel Navarro Sempere \| – \| \| 17. April 2000 – 30. April 2000 2 Wochen \| 2 \| Gloria Estefan \| No me dejes de querer Emilio Estefan Jr., Gloria Estefan, Robert Blades \| – \| \| 1. Mai 2000 – 7. Mai 2000 1 Woche (insgesamt 2) \| 2 \| Bon Jovi \| It’s My Life Jon Bon Jovi, Richie Sambora, Martin Karl Sandberg \| – \| \| 8. Mai 2000 – 14. Mai 2000 1 Woche \| 1 \| Britney Spears \| Oops!… I Did It Again Rami Yacoub, Martin Karl Sandberg \| – \| \| 15. Mai 2000 – 18. Juni 2000 5 Wochen \| 5 \| Tony Sweat \| Sex Machine (Gheroppa) James Brown, Bobby Byrd \| Die italienischen Produzenten Walter Cremonini und Daniele Danieli machten aus der Zeile Get up-a, get on up aus dem James-Brown-Song einen Dance-Hit in Südeuropa. \| \| 19. Juni 2000 – 25. Juni 2000 1 Woche (insgesamt 2) \| 2 \| Bon Jovi \| It’s My Life Jon Bon Jovi, Richie Sambora, Martin Karl Sandberg \| – \| \| 26. Juni 2000 – 2. Juli 2000 1 Woche (insgesamt 3) \| 3 \| José el Francés \| Ya no quiero tu querer José Rodríguez Vázquez \| Der in Frankreich geborene Gitano hatte mit dieser Flamenco-Gitarren-Nummer seinen größten Hit. \| \| 3. Juli 2000 – 16. Juli 2000 2 Wochen \| 2 \| Mónica Naranjo \| If You Leave Me Now Mónica Naranjo, John Robinson Reid, Cristóbal Sánsano, Graham Stack \| – \| \| 17. Juli 2000 – 6. August 2000 3 Wochen \| 3 \| Chayanne \| Boom Boom Musik: Charlot Abaldonato, Raphael Jean Abaldonato, Jacques Antoine Abaldonato Moreno, Fevrier Fernandez, Antoine Santiago; Text: Fabio Alonso Salgado \| – \| \| 7. August 2000 – 20. August 2000 2 Wochen (insgesamt 3) \| 3 \| José el Francés \| Ya no quiero tu querer José Rodríguez Vázquez \| – \| \| 21. August 2000 – 24. September 2000 5 Wochen \| 5 \| Madonna \| Music Mirwais Ahmadzaï, Madonna Ciccone, Michael Cleveland, Matthew Dear, Fedde Le Grand, David A. Shayman \| – \| \| 25. September 2000 – 8. Oktober 2000 2 Wochen \| 2 \| Modjo \| Lady (Hear Me Tonight) Romain Tranchart, Yann Destagnol, Bernard Edwards, Nile Rodgers \| – \| \| 9. Oktober 2000 – 5. November 2000 4 Wochen \| 4 \| U2 \| Beautiful Day Paul Hewson, David Evans, Larry Mullen, Adam Clayton \| – \| \| 6. November 2000 – 13. Januar 2001 9 Wochen \| 9 \| Tamara feat. Leonardo Dantés \| No cambié Leonardo Dantés \| Tamara und auch Leo Dantés wurden im Jahr 2000 durch einige skurrile Fernsehauftritte bekannt, die ihnen und ein paar anderen die wenig schmeichelhafte Bezeichnung frikis de la televisión einbrachte. Auch dieses Lied war so umstritten wie erfolgreich.[1][2] Die Namensgleichheit mit der Boloerosängerin, die im selben Jahr ein Nummer-eins-Album hatte, beendete Tamara später, indem sie sich in Yurena umbenannte. \| |                                       |                                       | | |
| ← 1999 |                                       |                                       | | → 2001 → |
| Zeitraum | Wo. ges.                              | Interpret                             | Titel Autor(en) | Zusätzliche Informationen |
| (Zeitraum, Wochen auf Platz eins, Interpret, Titel, Autor[en], zusätzliche Informationen) |                                       |                                       | | |
| 15. November 1999 – 9. Januar 2000 8 Wochen | 8                                     | Enrique Iglesias                      | Rhythm Divine Paul Barry, Mark Taylor | – |
| 10. Januar 2000 – 16. Januar 2000 1 Woche | 1                                     | Bunbury                               | Infinito Enrique Ortiz de Landázuri Izarduy | – |
| 17. Januar 2000 – 23. Januar 2000 1 Woche | 1                                     | Ace of Base                           | C’est la vie Jonas Berggren | – |
| 24. Januar 2000 – 30. Januar 2000 1 Woche | 1                                     | Christina Aguilera                    | What a Girl Wants Shelly Peiken, Guy Roche | – |
| 31. Januar 2000 – 6. Februar 2000 1 Woche | 1                                     | Aqua                                  | Cartoon Heroes Søren Rasted, Claus Norreen | – |
| 7. Februar 2000 – 13. Februar 2000 1 Woche | 1                                     | Oasis                                 | Go Let It Out Noel Gallagher | – |
| 14. Februar 2000 – 27. Februar 2000 2 Wochen | 2                                     | Bloodhound Gang                       | The Bad Touch James Moyer Franks | – |
| 28. Februar 2000 – 12. März 2000 2 Wochen | 2                                     | Madonna                               | American Pie Don McLean | – |
| 13. März 2000 – 2. April 2000 3 Wochen (insgesamt 4) | 4                                     | Mónica Naranjo                        | Sobreviviré Musik: Enrico Riccardi; spanischer Text: José Manuel Navarro Sempere                                                                                 | Für die Katalanin war es nach mehreren Top-Ten-Platzierungen der erste Nummer-eins-Hit. Das italienische Original mit dem Titel Fiume azzurro (Blauer Fluss) stammt von der Sängerin Mina aus dem Jahr 1972. |
| 3. April 2000 – 9. April 2000 1 Woche | 1                                     | Ketama                                | Agustito (Ketama Goes to Miami mix) Antonio Carmona, José Miguel Carmona, Juan Carmona                                                                           | – |
| 10. April 2000 – 16. April 2000 1 Woche (insgesamt 4) | 4                                     | Mónica Naranjo                        | Sobreviviré Musik: Enrico Riccardi; spanischer Text: José Manuel Navarro Sempere                                                                                 | – |
| 17. April 2000 – 30. April 2000 2 Wochen | 2                                     | Gloria Estefan                        | No me dejes de querer Emilio Estefan Jr., Gloria Estefan, Robert Blades                                                                                          | – |
| 1. Mai 2000 – 7. Mai 2000 1 Woche (insgesamt 2) | 2                                     | Bon Jovi                              | It’s My Life Jon Bon Jovi, Richie Sambora, Martin Karl Sandberg                                                                                                  | – |
| 8. Mai 2000 – 14. Mai 2000 1 Woche | 1                                     | Britney Spears                        | Oops!… I Did It Again Rami Yacoub, Martin Karl Sandberg | – |
| 15. Mai 2000 – 18. Juni 2000 5 Wochen | 5                                     | Tony Sweat                            | Sex Machine (Gheroppa) James Brown, Bobby Byrd | Die italienischen Produzenten Walter Cremonini und Daniele Danieli machten aus der Zeile Get up-a, get on up aus dem James-Brown-Song einen Dance-Hit in Südeuropa. |
| 19. Juni 2000 – 25. Juni 2000 1 Woche (insgesamt 2) | 2                                     | Bon Jovi                              | It’s My Life Jon Bon Jovi, Richie Sambora, Martin Karl Sandberg                                                                                                  | – |
| 26. Juni 2000 – 2. Juli 2000 1 Woche (insgesamt 3) | 3                                     | José el Francés                       | Ya no quiero tu querer José Rodríguez Vázquez | Der in Frankreich geborene Gitano hatte mit dieser Flamenco-Gitarren-Nummer seinen größten Hit. |
| 3. Juli 2000 – 16. Juli 2000 2 Wochen | 2                                     | Mónica Naranjo                        | If You Leave Me Now Mónica Naranjo, John Robinson Reid, Cristóbal Sánsano, Graham Stack                                                                          | – |
| 17. Juli 2000 – 6. August 2000 3 Wochen | 3                                     | Chayanne                              | Boom Boom Musik: Charlot Abaldonato, Raphael Jean Abaldonato, Jacques Antoine Abaldonato Moreno, Fevrier Fernandez, Antoine Santiago; Text: Fabio Alonso Salgado | – |
| 7. August 2000 – 20. August 2000 2 Wochen (insgesamt 3) | 3                                     | José el Francés                       | Ya no quiero tu querer José Rodríguez Vázquez | – |
| 21. August 2000 – 24. September 2000 5 Wochen | 5                                     | Madonna                               | Music Mirwais Ahmadzaï, Madonna Ciccone, Michael Cleveland, Matthew Dear, Fedde Le Grand, David A. Shayman                                                       | – |
| 25. September 2000 – 8. Oktober 2000 2 Wochen | 2                                     | Modjo                                 | Lady (Hear Me Tonight) Romain Tranchart, Yann Destagnol, Bernard Edwards, Nile Rodgers                                                                           | – |
| 9. Oktober 2000 – 5. November 2000 4 Wochen | 4                                     | U2                                    | Beautiful Day Paul Hewson, David Evans, Larry Mullen, Adam Clayton                                                                                               | – |
| 6. November 2000 – 13. Januar 2001 9 Wochen | 9                                     | Tamara feat. Leonardo Dantés          | No cambié Leonardo Dantés | Tamara und auch Leo Dantés wurden im Jahr 2000 durch einige skurrile Fernsehauftritte bekannt, die ihnen und ein paar anderen die wenig schmeichelhafte Bezeichnung frikis de la televisión einbrachte. Auch dieses Lied war so umstritten wie erfolgreich. Die Namensgleichheit mit der Boloerosängerin, die im selben Jahr ein Nummer-eins-Album hatte, beendete Tamara später, indem sie sich in Yurena umbenannte. |

## Alben
| ← 1999 ← | Liste der Nummer-eins-Hits in Spanien | Liste der Nummer-eins-Hits in Spanien | Liste der Nummer-eins-Hits in Spanien | 2001 → |
| \| Zeitraum \| Wo. ges. \| Interpret \| Titel \| Zusätzliche Informationen \| \| (Zeitraum, Wochen auf Platz eins, Interpret, Titel, zusätzliche Informationen) \| \| \| \| \| \| ------------------------------------------------------------------------------ \| -------- \| -------------------- \| ------------------------------- \| ----------------------------------------------------------------------------------------------------------------------------------------------------------------------- \| \| 29. November 1999 – 9. Januar 2000 6 Wochen (insgesamt 9) \| 9 \| Miliki \| A mis niños de 30 años \| Das ist das erste Soloalbum des Musikers und Zirkusclowns, der schon ab 1950 zuerst mit seiner Band und später mit seiner Tochter Alben veröffentlichte. \| \| 10. Januar 2000 – 16. Januar 2000 1 Woche \| 1 \| Céline Dion \| All the Way … A Decade of Song \| – \| \| 17. Januar 2000 – 20. Februar 2000 5 Wochen \| 5 \| Tamara \| Gracias \| Mit ihrem Debütalbum holte die Bolero-Sängerin aus Sevilla auf Anhieb Platz 1 der Charts. Verwirrend: eine zweite Tamara holte im selben Jahr Platz 1 der Singlecharts. \| \| 21. Februar 2000 – 19. März 2000 4 Wochen \| 4 \| Carlos Santana \| Supernatural \| – \| \| 20. März 2000 – 9. April 2000 3 Wochen \| 3 \| Mónica Naranjo \| Minage \| Mit dem dritten Album, einer Hommage an die Italienerin Mina, schaffte es Naranjo erstmals auf Platz 1 und verkaufte international über 1 Million Alben.[3] \| \| 10. April 2000 – 30. April 2000 3 Wochen \| 3 \| Tom Jones \| Gold \| – \| \| 1. Mai 2000 – 7. Mai 2000 1 Woche \| 1 \| Bertín Osborne \| Sabor a México \| Nachdem er schon in den 1980er Jahren sehr erfolgreich gewesen war, hat der Sänger und Fernsehmoderator 2000 sein einziges Nummer-eins-Album. \| \| 8. Mai 2000 – 14. Mai 2000 1 Woche (insgesamt 2) \| 2 \| Barry White \| The Ultimate Collection \| – \| \| 15. Mai 2000 – 21. Mai 2000 1 Woche \| 1 \| Gloria Estefan \| Alma Caribeña \| – \| \| 22. Mai 2000 – 28. Mai 2000 1 Woche (insgesamt 2) \| 2 \| Barry White \| The Ultimate Collection \| – \| \| 29. Mai 2000 – 18. Juni 2000 3 Wochen \| 3 \| Camela \| Simplemente amor \| Das erfolgreichste Album der Band war nach Corazón indomable (1997) das zweite Nummer-eins-Album und der Auftakt zu fünf Nummer-eins-Studioalben in Folge. \| \| 19. Juni 2000 – 16. Juli 2000 4 Wochen \| 4 \| Julio Iglesias \| Noche de cuatro lunas \| – \| \| 17. Juli 2000 – 6. August 2000 3 Wochen \| 3 \| The Corrs \| In Blue \| Obwohl alle Alben der Iren bis auf eines in die Top 5 der spanischen Charts kamen, schaffte nur In Blue den Sprung an die Spitze. \| \| 7. August 2000 – 10. September 2000 5 Wochen (insgesamt 11) \| 11 \| Estopa \| Estopa \| Das Debütalbum der Band aus Barcelona ist mit 1,4 Millionen verkauften Exemplaren auch ihr erfolgreichstes. \| \| 11. September 2000 – 17. September 2000 1 Woche \| 1 \| La Oreja de Van Gogh \| El viaje de Copperpot \| – \| \| 18. September 2000 – 29. Oktober 2000 6 Wochen \| 6 \| Alejandro Sanz \| El alma al aire \| Das dritte Nummer-eins-Album des erfolgreichen Latin-Pop-Sängers in Folge in Spanien war das erste, das sich auch in den offiziellen US-Charts platzieren konnte. \| \| 30. Oktober 2000 – 12. November 2000 2 Wochen \| 2 \| U2 \| All That You Can’t Leave Behind \| – \| \| 13. November 2000 – 19. November 2000 1 Woche \| 1 \| The Beatles \| 1 \| – \| \| 20. November 2000 – 26. November 2000 1 Woche \| 1 \| Backstreet Boys \| Black & Blue \| – \| \| 27. November 2000 – 3. Dezember 2000 1 Woche \| 1 \| Joaquín Sabina \| Nos sobran los motivos \| – \| \| 4. Dezember 2000 – 14. Januar 2001 6 Wochen (insgesamt 11) \| 11 \| Estopa \| Estopa \| – \| |                                       |                                       |                                       | |
| ← 1999 |                                       |                                       |                                       | → 2001 → |
| Zeitraum | Wo. ges.                              | Interpret                             | Titel                                 | Zusätzliche Informationen |
| (Zeitraum, Wochen auf Platz eins, Interpret, Titel, zusätzliche Informationen) |                                       |                                       |                                       | |
| 29. November 1999 – 9. Januar 2000 6 Wochen (insgesamt 9) | 9                                     | Miliki                                | A mis niños de 30 años                | Das ist das erste Soloalbum des Musikers und Zirkusclowns, der schon ab 1950 zuerst mit seiner Band und später mit seiner Tochter Alben veröffentlichte.                |
| 10. Januar 2000 – 16. Januar 2000 1 Woche | 1                                     | Céline Dion                           | All the Way … A Decade of Song        | – |
| 17. Januar 2000 – 20. Februar 2000 5 Wochen | 5                                     | Tamara                                | Gracias                               | Mit ihrem Debütalbum holte die Bolero-Sängerin aus Sevilla auf Anhieb Platz 1 der Charts. Verwirrend: eine zweite Tamara holte im selben Jahr Platz 1 der Singlecharts. |
| 21. Februar 2000 – 19. März 2000 4 Wochen | 4                                     | Carlos Santana                        | Supernatural                          | – |
| 20. März 2000 – 9. April 2000 3 Wochen | 3                                     | Mónica Naranjo                        | Minage                                | Mit dem dritten Album, einer Hommage an die Italienerin Mina, schaffte es Naranjo erstmals auf Platz 1 und verkaufte international über 1 Million Alben.                |
| 10. April 2000 – 30. April 2000 3 Wochen | 3                                     | Tom Jones                             | Gold                                  | – |
| 1. Mai 2000 – 7. Mai 2000 1 Woche | 1                                     | Bertín Osborne                        | Sabor a México                        | Nachdem er schon in den 1980er Jahren sehr erfolgreich gewesen war, hat der Sänger und Fernsehmoderator 2000 sein einziges Nummer-eins-Album.                           |
| 8. Mai 2000 – 14. Mai 2000 1 Woche (insgesamt 2) | 2                                     | Barry White                           | The Ultimate Collection               | – |
| 15. Mai 2000 – 21. Mai 2000 1 Woche | 1                                     | Gloria Estefan                        | Alma Caribeña                         | – |
| 22. Mai 2000 – 28. Mai 2000 1 Woche (insgesamt 2) | 2                                     | Barry White                           | The Ultimate Collection               | – |
| 29. Mai 2000 – 18. Juni 2000 3 Wochen | 3                                     | Camela                                | Simplemente amor                      | Das erfolgreichste Album der Band war nach Corazón indomable (1997) das zweite Nummer-eins-Album und der Auftakt zu fünf Nummer-eins-Studioalben in Folge.              |
| 19. Juni 2000 – 16. Juli 2000 4 Wochen | 4                                     | Julio Iglesias                        | Noche de cuatro lunas                 | – |
| 17. Juli 2000 – 6. August 2000 3 Wochen | 3                                     | The Corrs                             | In Blue                               | Obwohl alle Alben der Iren bis auf eines in die Top 5 der spanischen Charts kamen, schaffte nur In Blue den Sprung an die Spitze.                                       |
| 7. August 2000 – 10. September 2000 5 Wochen (insgesamt 11) | 11                                    | Estopa                                | Estopa                                | Das Debütalbum der Band aus Barcelona ist mit 1,4 Millionen verkauften Exemplaren auch ihr erfolgreichstes.                                                             |
| 11. September 2000 – 17. September 2000 1 Woche | 1                                     | La Oreja de Van Gogh                  | El viaje de Copperpot                 | – |
| 18. September 2000 – 29. Oktober 2000 6 Wochen | 6                                     | Alejandro Sanz                        | El alma al aire                       | Das dritte Nummer-eins-Album des erfolgreichen Latin-Pop-Sängers in Folge in Spanien war das erste, das sich auch in den offiziellen US-Charts platzieren konnte.       |
| 30. Oktober 2000 – 12. November 2000 2 Wochen | 2                                     | U2                                    | All That You Can’t Leave Behind       | – |
| 13. November 2000 – 19. November 2000 1 Woche | 1                                     | The Beatles                           | 1                                     | – |
| 20. November 2000 – 26. November 2000 1 Woche | 1                                     | Backstreet Boys                       | Black & Blue                          | – |
| 27. November 2000 – 3. Dezember 2000 1 Woche | 1                                     | Joaquín Sabina                        | Nos sobran los motivos                | – |
| 4. Dezember 2000 – 14. Januar 2001 6 Wochen (insgesamt 11) | 11                                    | Estopa                                | Estopa                                | – |